# 加里恩努斯
普布里烏斯·利奇尼烏斯·埃格納提烏斯·加里恩努斯（Publius Licinius Egnatius Gallienus，約218年—268年），羅馬帝國的皇帝。他在253年－260年與父親瓦勒良成為帝國的共治者；在瓦勒良兵敗波斯帝國被俘之後，260年－268年為帝國的皇帝。
加里恩努斯面對羅馬帝國在三世紀危機高潮，帝國發生分崩離析的現象：261年高盧帝國、267年帕米拉帝國先後分離獨立；各地層出不窮的篡位事件，以及蠻族的不斷入侵。在他當政期間，政軍分離原則確立，國家發生了嚴重的通貨膨脹，致使羅馬面臨生產力低落的情況。268年，加里恩努斯在平定叛亂時被下屬的軍士所弒，羅馬元老院滅了他全族。

## 早年
加里恩努斯大約生於218年，父親瓦勒良為羅馬元老院世家，母親為同樣出身於元老議員「埃格納提烏斯·維克托·瑪爾尼亞努斯」之女。253年，瓦勒良成為羅馬帝國皇帝，瓦勒良便按安敦尼王朝的習慣，經由元老院認可，讓加里恩努斯受封奧古斯都，即由父子共同治理帝國。加里恩努斯負責帝國西半部的防務工作。

## 合法的皇帝與帝國的真實情勢

### 高盧帝國的分裂
正當瓦勒良皇帝於波斯兵敗被俘的消息傳到帝國西方的萊茵河軍區時，兩位軍團長官因為戰勝蠻族所得的戰利品分配問題而起了爭執，甚至演變成了羅馬部隊之間的武力衝突。波斯圖穆斯擊敗了另一派勢力，並下令處死多名軍官。後來波斯圖穆斯才發現，已遭處刑的名單中，居然有加里恩努斯的長子薩洛尼努斯，因此深具野心的波斯圖穆斯，選擇了脫離羅馬中央，成立獨立的政權「高盧帝國」，波斯圖穆斯在科隆自立為帝。
皇帝加里恩努斯無法以軍事或外交手段收回，因此只能默認此一政權的存在。

### 各地軍人的皇權篡奪
加里恩努斯單獨執政時，各地軍官紛紛藉著部隊擁立而自行獨立。在《羅馬皇帝傳（Historia Augusta）》中，仿照希臘史的三十僭主的型式，列出了這個時期三十位擁軍獨立的人名。其中比較值得注意的有：
- 260年潘諾尼亞的因格努斯稱帝。後來他被奧勒良消滅。

- 當瓦勒良兵敗後，許多東方軍團宣告獨立，並相互征戰。馬克里安努斯父子不承認加里恩努斯的帝位，在260年自行稱帝。261年，他們被奧勒良消滅。

- 馬克里安努斯兵敗之後，其下部將巴利斯塔、奎埃圖斯仍在東方的敘利亞、埃及一帶形成割據勢力。約在264年之前，他們都被巴爾米拉的歐德納托斯消滅。

- 261年，在馬克里安努斯失敗之後，埃米利安努斯在埃及行省自立為帝。後來他被加里恩努斯的部將擊敗。

- 262年，米莫在阿非利加行省稱帝。不久即被加里恩努斯擊滅。

- 原本支持皇帝加里恩努斯的奧勒良，在268年轉而反抗加里恩努斯。後來他在該年向克勞狄·哥德克斯投降。

### 帕米拉帝國的獨立
在前任皇帝瓦勒良的時代，瓦勒良提拔帕米拉人奧登納圖斯，賜予他「前執政官（Vir Consularis）」的稱號，使他以外族人身份在帝國軍團中具有相當高的位階。260年瓦勒良遠征波斯失敗後，新任皇帝加里恩努斯無力直接管控東方，便任命奧登納圖斯為「東方都督（Dux Orients）」。於是在這七年之間，奧登納圖斯便尊奉加里恩努斯為帝國的皇帝，以羅馬同盟國的立場，忠心為加里恩努斯掃蕩東方反抗的群雄，以及抵抗入侵小亞細亞的蠻族。
267年，在奧登納圖斯慶祝擊敗哥德人的宴會上，奧登納圖斯遭到外甥的刺殺。奧登納圖斯的遺孀奇諾比亞很快敉平帕米拉的騷動，而後執掌帕米拉的實權。奇諾比亞改變先前的政策，以獨立王國之姿切斷與羅馬帝國的宗主關係。她率領部隊奪取羅馬的東方行省，並攻下有羅馬穀倉之稱的埃及。加里恩努斯仍然無力解決此一分裂危機。

## 政軍分離法案
在羅馬的傳統中，政界與軍人是密不可分的關係；在一般情況下，要成為統率軍團的長官，必須擁有元老院議員階層的資格；而政界人士通常也會擔任軍職加以歷練。加里恩努斯公布了一項法案，將「元老院（Senatus）」與「軍隊（Exercitus）」完全分離，並經元老院通過而完成立法。自此之後，羅馬帝國的政治界與軍隊，各有其自身的升遷體系，互不相關。
後世史家對此一法案呈負面評價者（如愛德華·吉朋），認為這是羅馬人喪失勇氣的代表，並將帝國的安全制度交予蠻族與粗俗的士兵。但另一派以持平的觀點，認為三世紀的羅馬帝國，由於內戰、外族入侵不斷，人口大量衰減，除了軍官的需求相當龐大，更需要一支更專業化的部隊；再加上社會風氣轉變，元老議員入伍服役的意願不高，因此這項法案在當時便未引起任何反彈的情況之下，順利通過了。

## 嚴重的通貨膨脹
自從卡拉卡拉時代開始，羅馬帝國的貨幣逐漸貶值。一直到了加里恩努斯當政時期，由於軍費需求的增加，使得267年加里恩努斯所發行的「安東尼銀幣（Antoninianus）」，含銀比例只占了5%，重量未達3公克，厚度也嚴重縮減。相較於帝國初期奧古斯都時代的「第納利斯銀幣（Denarius）」含有百分之百的純銀，重量近4公克，自然造成了人民對於新貨幣的信心不足。
連年的兵災、瘟疫橫行，造成人口減少、耕地荒蕪，已經造成了生產力的大幅低落。此時所發生的通貨膨脹，形成資金流動困難，並造成利率下降、景氣衰退的嚴重現象。

## 政變身亡與評價
268年9月，加里恩努斯的將領奧雷魯斯叛亂，被加里恩努斯擊敗, 並被困在米蘭城內，然而皇帝身邊的親信卻在此時謀殺了他，此後他的妻子薩洛尼娜、兒子馬里尼亞努斯、弟弟瓦萊里安努斯全部被與叛軍勾結的元老院所殺，瓦勒良–加里恩努斯王朝的統治逐以告終。由於這一時期的史料缺乏，事件的具體經過文字記載並不詳細，但可以肯定的是在加里恩努斯身亡之後，將領克勞狄擊敗奧雷魯斯，繼任為皇帝。
後世歷史學家曾以加里恩努斯面對前所未見的情況，為其失敗的下場而辯護，並舉出他這八年之內未曾止息的四處奔波，證明加里恩努斯是在進行一場「不可能成功的藝術」。但無可置疑的，代表羅馬傳統精英階層的「瓦勒良–加里恩努斯」，在政治、外交、經濟各方面，都無力解決國家的困境。這便使得純軍事武力的政權崛起。羅馬帝國的三世紀後半，就成了「軍人皇帝」的年代。